# Jón Viktor Gunnarsson

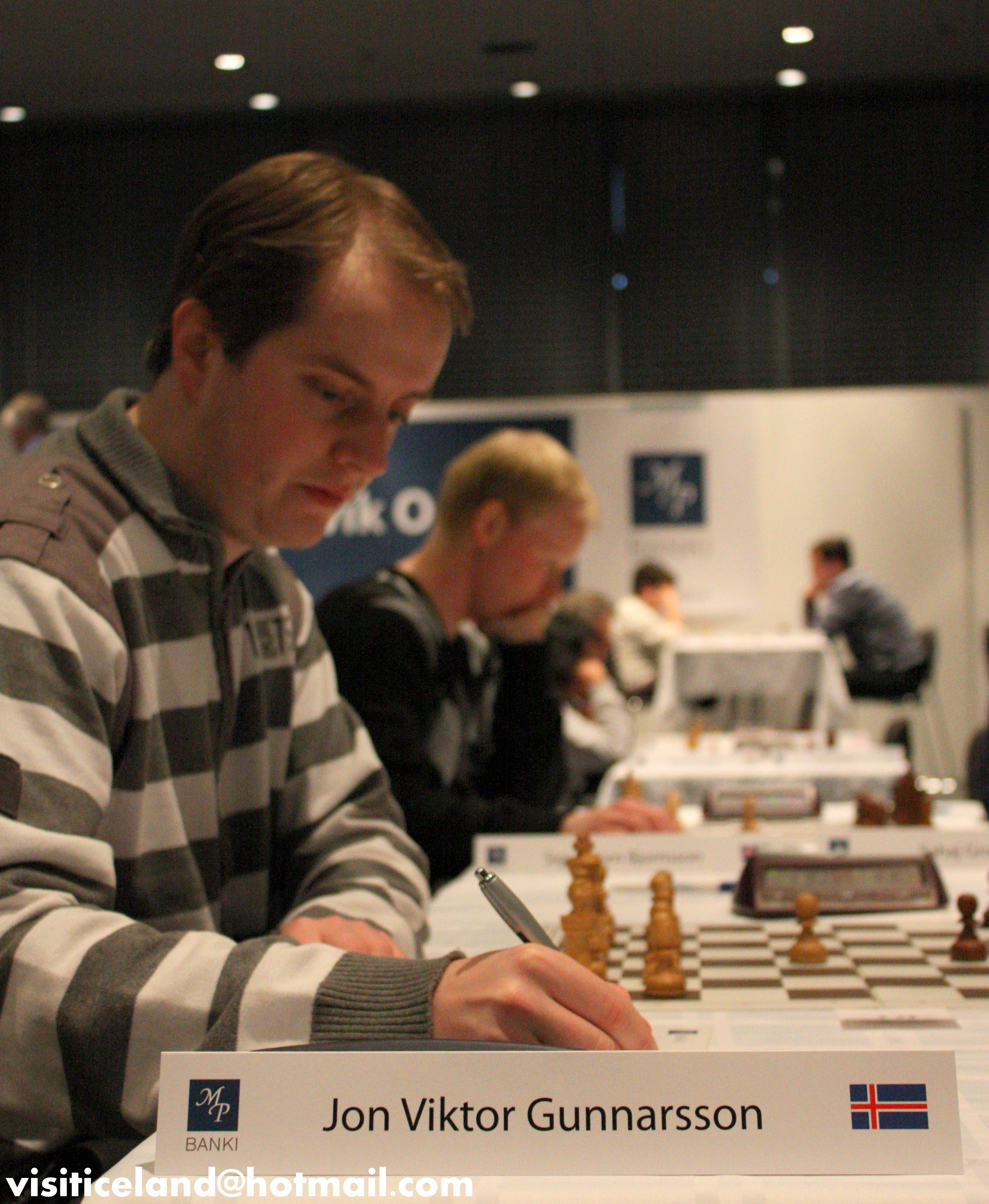
Jón Viktor Gunnarsson in 2010

Jón Viktor Gunnarsson (18 juli 1980) is een IJslandse schaker met FIDE-rating 2460 in 2017. Hij is sinds 1998 een internationaal meester (IM). 
In augustus 2005 speelde hij mee in het toernooi om het kampioenschap van IJsland en eindigde met 8 uit 11 op de derde plaats. 
Bij het IJslands kampioenschap van 2016 werd hij gedeeld 3e met 6.5 pt. uit 11 partijen.

## Externe koppelingen
- (en)   Informatie over schaakpartijen van Jón Viktor Gunnarsson op ChessGames.com
- (en)   Informatie over schaakpartijen van Jón Viktor Gunnarsson op 365chess.com
- (en)  FIDE-ratinggegevens voor Jón Viktor Gunnarsson